# Verzetsmonument Nieuwlande
Het Verzetsmonument in Nieuwlande is een oorlogsmonument dat herinnert aan het verzet in het Drentse dorp Nieuwlande. Het gedenkteken is een roestvrijstalen sculptuur en werd ontworpen door Paul Hulskamp. Het bevindt zich op het kruispunt Brugstraat/Oostopgaande in Nieuwlande.

## Geschiedenis

### Achtergrond

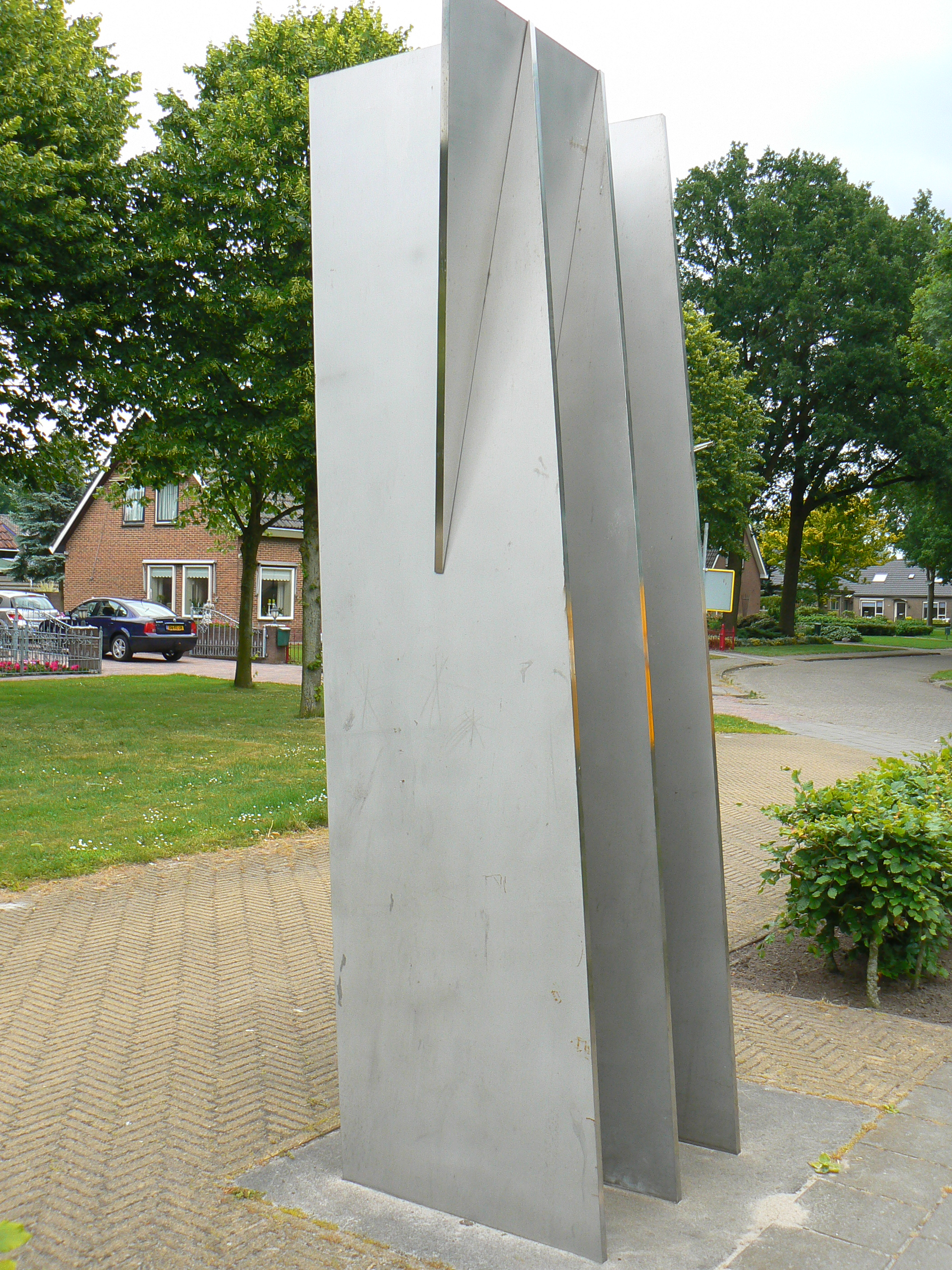
Andere zijde van het monument (2009).

In de Tweede Wereldoorlog werden in het moeilijk bereikbare dorp en zijn omgeving tientallen Joden geholpen met onderduiken. Ook onderduikers met een andere achtergrond werden geholpen, er was een illegale drukkerij en onder meer vanuit dit dorp werd gewapend verzet georganiseerd. Een belangrijke rol speelde Johannes Post, die onder meer Joodse vluchtelingen uit de Randstad ophaalde en leiding gaf aan gewapend verzet.

### Onthulling
Op 11 april 1985 − precies veertig jaar na de bevrijding van Nieuwlande − verleende Israël een Yad Vashem-onderscheiding aan Nieuwlande als collectief. Dit werd gevierd met aanwezige verzetsleden, onderduikers en bevrijders van weleer; op verzoek van het Dagblad van het Noorden werd een laatste exemplaar van het plaatselijke verzetskrantje De Duikelaar geschreven. Op deze feestdag werd ook dit Verzetsmonument onthuld door Commissaris van de Koningin in Drenthe Ad Oele. Hij noemde hierbij de verzetsacties die in Nieuwlande gebeurden 'een blijvend teken van hoop'. De ontwerper en maker was dorpsbewoner Paul Hulskamp.
Op de plaats van het monument, op de brink van het dorp, stonden in de laatste oorlogsmaanden mitrailleurs opgesteld waarmee de Duitsers de bevolking onder schot hielden tijdens verschillende razzia's.
Het monument werd in schooljaar 2017-2018 geadopteerd door plaatselijke basisschool De Driesprong.

## Symboliek
De constructie verwijst naar de onderduiksteun in het dorp. Net zoals de inwoners onderduikers ondersteunden, steunen bij dit gedenkteken drie elementen een vierde element. Volgens Hulskamp moest het geheel een symbool van onverzettelijkheid vormen.